# کرونوگراف ۳۵۴

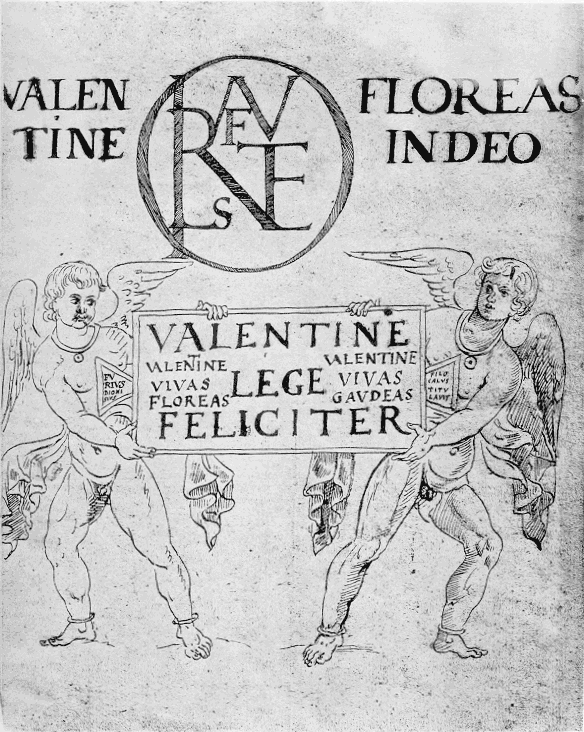
صفحه عنوان و تقدیم از باربرینی ام اس. متن‌ها عبارتند از: "والنتینوس، باشد که در خدا شکوفا شوی" (بالا)، "Furius Dionysius Filocalus این اثر را به تصویر کشیده‌است

کرونوگراف ۳۵۴ (انگلیسی: Chronograph of 354) یا گاه‌شماری فیلوکالوس همچنین به عنوان تقویم ۳۵۴ شناخته می‌شود، مجموعه ای از متون و تقویمی است که در سال ۳۵۴ میلادی برای یک مسیحی ثروتمند رومی به نام والنتینوس توسط فوریوس دیونیسیوس فیلوکالوس خوشنویسی و تصویرگری شده‌است. فوریوس دیونیسیوس فیلوکالوس کاتب یا خوشنویس برجسته آن دوره بود و احتمالاً مینیاتورهای اصلی را نیز او کشیده‌است. نام او در صفحه تقدیم ضبط شده‌است. او همچنین یک مسیحی بود و در لحظه ای زندگی می‌کرد که در آستانه بین یک امپراتوری میترائیسم و یک امپراتوری روم مسیحی قرار داشت. نسخه اصلی مصور گم شده‌است، اما نسخه‌های زیادی از آن باقی مانده‌است. در میان سایر اطلاعات مهم تاریخی، یکی از قدیمی‌ترین اشاره به تولد مسیح در ۲۵ دسامبر در بخش ۸ کرونوگرافی ۳۵۴ موجود است. در بخش ۶ نیز به‌طور مخفف به تولد خدای خورشید سول اینویکتوس در همان روز اشاره شده‌است.

## ۲۵ دسامبر
این اثر حاوی اولین اشاره به جشن کریسمس و همچنین جشن سول اینویکتوس (روز تولد خورشید) در روز ۲۵ دسامبر به عنوان یک تعطیلات یا جشن سالانه است.